# Aleksandar Damčevski
Aleksandar Damčevski (cirill betűkkel: Александар Дамчевски; Strasbourg, 1992. november 21. –) francia származású macedón válogatott labdarúgó.

## Pályafutása
Aleksandar Damčevski 1992-ben született Strasbourgban, Franciaországban. Pályafutását a Toulouse Fontaines Club csapatában kezdte, majd 20 éves korában leigazolta őt a svájci FC Luzern csapata, ahonnan egy év után a harmadosztályú SC Kriens csapatába igazolt, itt is játszotta élete első felnőtt bajnoki meccsét. 2014 januárjában a  bolgár Csernomorec Burgasz csapata szerződtette. Február 21-én a CSZKA Szofija elleni 2–1-es hazai vereség alkalmával debütált. 14 bajnokin kapott lehetőséget, csapata kiesett az élvonalból, szerződését pedig felbontották. Ezután figyelt fel rá a holland NAC Breda csapata, amelynek színeiben az Eredivisieben is bemutatkozhatott 2014. augusztus 16-án egy PSV Eindhoven elleni mérkőzésen. A NAC egy év után megvált Damčevskitől, így került a kazah első osztályú Atirau FK csapatához, amelynek színeiben 21 bajnoki mérkőzésen 2 gólt szerzett. 2017 februárjában igazolt a Mezőkövesdi SE csapatához.

### Válogatott
2014 májusában Damčevski bemutatkozhatott a macedón válogatott színeiben egy a katari labdarúgó-válogatott elleni döntetlennel végződő (0 – 0) barátságos mérkőzésen.

## Mérkőzései a macedón válogatottban
| #  | Dátum             | Ellenfél | Eredmény | Kiírás              | Esemény |
| -- | ----------------- | -------- | -------- | ------------------- | ------- |
| 1. | 2014. május 30.   | Katar    | 0 – 0    | barátságos mérkőzés | 46'     |
| 2. | 2014. június 18.  | Kína     | 0 – 2    | barátságos mérkőzés |         |
| 3. | 2014. június 22.  | Kína     | 0 – 0    | barátságos mérkőzés | 84'     |
| 4. | 2014. október 12. | Ukrajna  | 0 – 1    | Eb-selejtező        | 39'     |